# テレビゲーム専門店協会
テレビゲーム専門店協会（ - せんもんてんきょうかい）は、1998年から2001年まで存在したゲームソフト販売店の団体。事務局は大阪府豊中市の明響社（TVパニック）FC本部内に置かれていた。略称はACES（アセス - Association of Computer Entertainment Stores）。
1994年12月、ソニー・コンピュータエンタテインメントがプレイステーションを発売するに際して「再販価格維持」「中古品売買禁止」「同業他社への在庫転売禁止」を強制したのに対し、テレビゲームソフトウェア流通協会（ARTS）が徹底抗戦を主張する一方で「妥協やむなし」派のフランチャイズチェーン各社はテレビゲームビジネス協議会を結成していたが、1997年初頭に協議会理事長であった上昇（カメレオンクラブ）代表取締役社長・金岡勇均が理事長を辞任し、協議会を脱退してARTSに加盟したことから残されたチェーン各社が1998年4月14日にACESを結成した。なお、テレビゲームビジネス協議会が衣替えしてACESになった訳ではなく、協議会は後にARTSに参加していたチェーンも加わる形で一時的に活動を再開する（詳しくは協議会の項を参照）。
参加したチェーンは明響社、ブルート（1999年倒産）、ボックスグループ（ドキドキ冒険島）、いまじん（マジカルガーデン）、コングシステムズ（COMG!）の5社。
「ACES」と言う略称がコンピュータエンターテインメントソフトウェア協会の略称「CESA」を1文字スライドさせたものを容易に連想させることからも判るように、CESAがコンピュータソフトウェア著作権協会（ACCS）などと共同で行っていた「違法中古ゲームソフト撲滅キャンペーン」に反抗しない態度を結成当初から表明しており「CESAの傀儡組織」と揶揄されていた。さらに、1999年3月にはブルートが80億円の負債を抱えて倒産。有力構成企業を失ったACESの存在意義は大きく揺らぐことになる。
2000年2月にはソニーが公正取引委員会と争っていた私的独占の禁止及び公正取引の確保に関する法律（独占禁止法）違反事件の審判でボックスグループを除く3社の役員が相次いで出廷し、ソニーを擁護。翌月にPlayStation 2発売を控え、恩を売りたい一心の行動と目されていたがソニーはACES各社に見返りを与えるどころか「バックマージン全廃」と言う恩を仇で返すが如き行動に出る。
これが決定打となってACES各社も相次いで中古品売買を再開。2001年3月には東京・大阪の両高等裁判所で中古ゲームソフト売買が合法と認定されたこともあり、存在意義が薄れたため2002年2月の日本テレビゲーム商業組合設立に前後して自然消滅した。